# وسام خدمة الصليب (نيويورك)

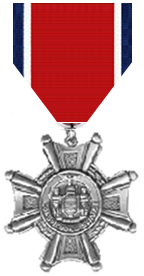
وسام خدمة الصليب

وسام خدمة الصليب هو وسام للخدمة العسكرية التي تمنحها ولاية نيويورك الأميركية.

## الأهلية
تتطلب المعايير العامة للوسام أن يستوفي الفرد الشروط الأربعة التالية:
1. مواطن حالي في ولاية نيويورك أو مواطن ولاية نيويورك أثناء الخدمة في الخدمة الفعلية الفيدرالية
2. شخص عسكري حالي أو سابق بدوام كامل يخدم في القوات المسلحة للولايات المتحدة لأغراض أخرى غير التدريب منذ عام 1917؛ باستثناء الحرس النشط/الاحتياطي
3. يخدم حاليًا في ظروف مشرفة أو جرى تسريحه بشرف من الخدمة الفعلية
4. حاصل على أحد الأوسمة البارزة على الأقل

## حاصلون عليه
- روزالي سلوتر مورتون.